# Histórico eleitoral de Joe Biden

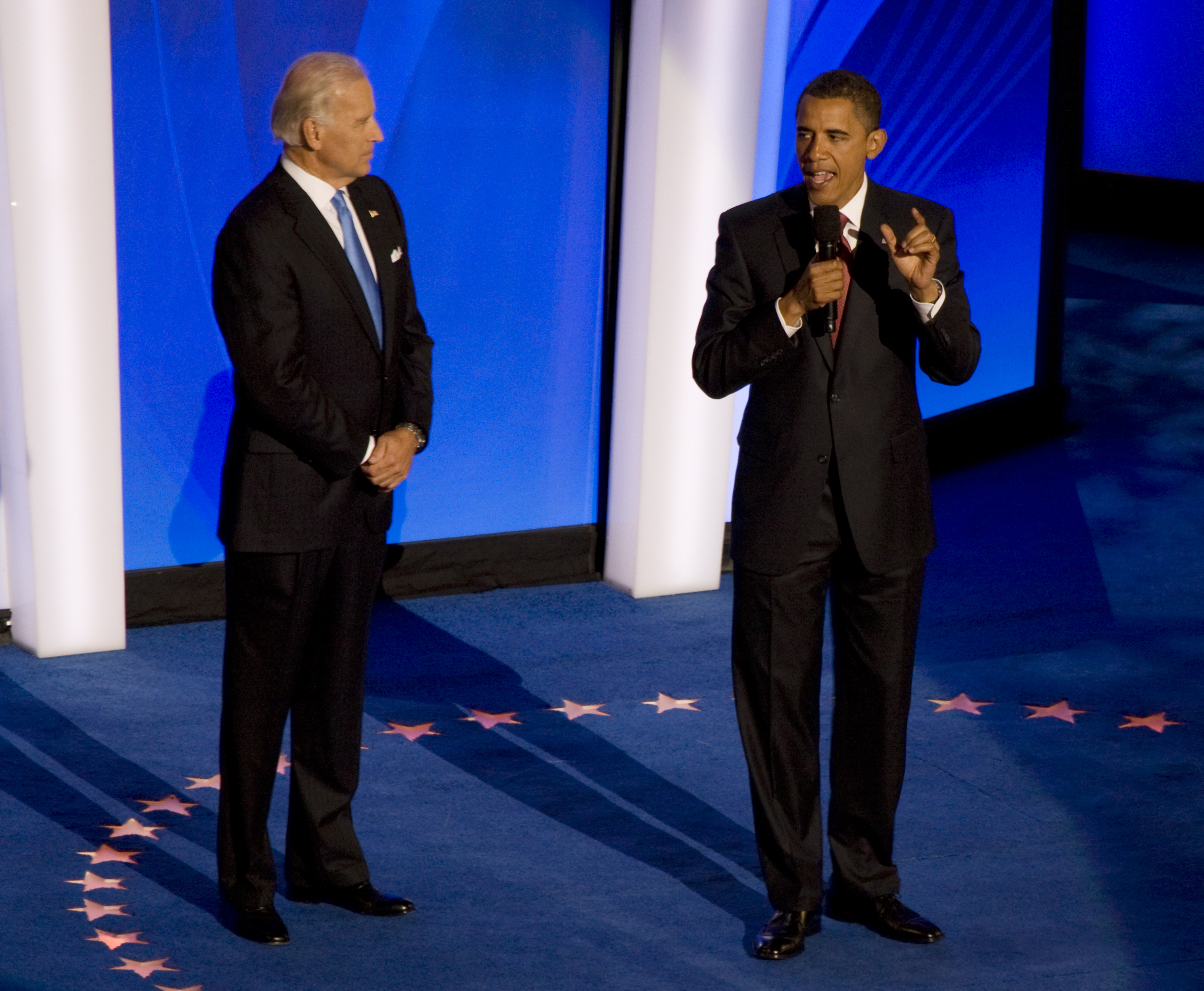
Biden e Barack Obama na Convenção Nacional Democrata de 2008 que os oficializou como candidatos na chapa Obama-Biden na eleição de 2008.

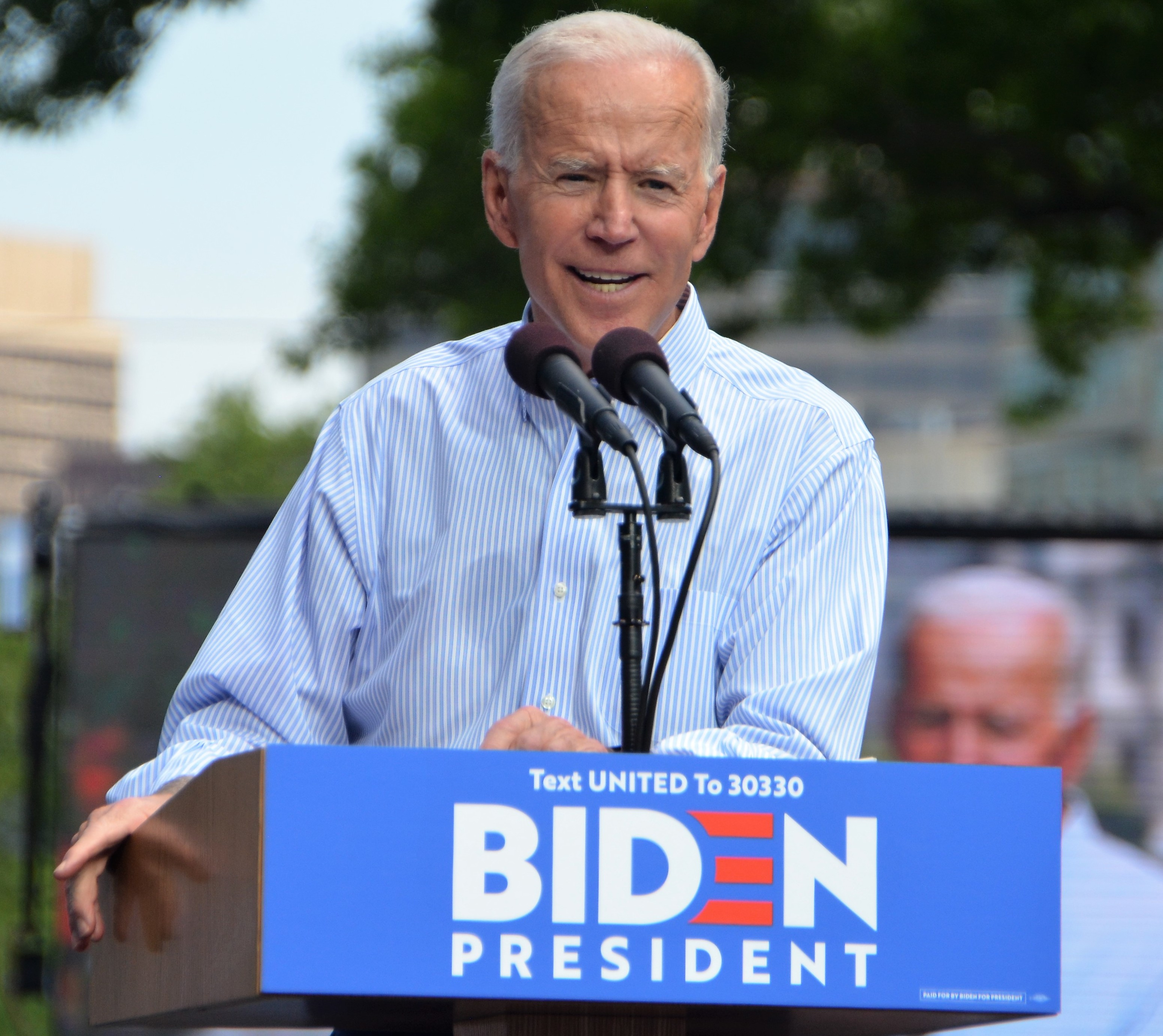
Biden em comício eleitoral na Filadélfia em 2019. Nas eleições de 2020, Biden venceu Donald Trump acirradamente na Pensilvânia, o que contribuiu para sua vitória no pleito.

O histórico eleitoral de Joe Biden, 46º Presidente dos Estados Unidos teve início em 1970. Biden serviu como o 47º Vice-presidente dos Estados Unidos de 2009 a 2017 durante a Presidência Obama e, anterior, ocupou o cargo de Senador dos Estados Unidos por Delaware de 1973 a 2009. Aos 82 anos de idade, Biden é o mais longevo candidato presidencial estadunidense já eleito ao cargo, o segundo presidente católico romano (o primeiro tendo sido John F. Kennedy em 1961) e o primeiro presidente estadunidense natural de Delaware.
Membro do Partido Democrata, Biden foi eleito conselheiro do Condado de New Castle em 1970 e se tornou o sexto senador mais jovem da história americana quando foi eleito para o Senado dos Estados Unidos por Delaware em 1972, aos 29 anos. Biden foi reeleito ao Senado seis vezes até tornar-se o quarto senador mais antigo. Durante sua carreira senatorial, Biden tentou uma indicação Democrata à corrida presidencial duas vezes sem sucesso em 1988 e 2008. Em janeiro de 2009, no entanto, Biden renunciou ao Senado para servir como Vice-presidente de Barack Obama após a vitória da chapa Obama-Biden na eleição presidencial de 2008. A chapa foi reeleita para um segundo mandato em 2012.
Em 25 de abril de 2019, Biden anunciou sua candidatura às eleições presidenciais de 2020. Um total de 29 principais candidatos declararam suas candidaturas para as primárias do Partido Democrata, a maior eleição primária de partido político norte-americano desde 1972. Eventualmente, em abril de 2020, Bernie Sanders retirou seu nome da disputa e Biden tornou-se o mais cotado nome para ser o candidato presidencial Democrata. Em meados do mesmo ano eleitoral, Biden alcançou o número mínimo de Delegados para garantir a indicação do partido e, no fim daquele ano, derrotou o incumbente Donald Trump nas eleições presidenciais com 306 a 232 votos eleitorais. Biden recebeu mais de 81 milhões de votos, o maior número de votos já recebidos por um candidato presidencial dos Estados Unidos.

## Conselho do Condado de New Castle (1970)
| Partido | Partido     | Candidato           | Votos  | Votos (%) |
| ------- | ----------- | ------------------- | ------ | --------- |
|         | Democrata   | Joe Biden           | 10 573 | 55,41%    |
|         | Republicano | Lawrence T. Messick | 8 192  | 42,93%    |
|         | Americano   | Kenneth A. Horner   | 317    | 1,66%     |
| Totais  | Totais      | Totais              | 19 082 |           |

## Senado dos Estados Unidos
| Partido | Partido     | Candidato       | Votos   | Votos (%) |
| ------- | ----------- | --------------- | ------- | --------- |
|         | Democrata   | Joe Biden       | 116 006 | 50,48%    |
|         | Republicano | J. Caleb Boggs  | 112 844 | 49,1%     |
|         | Americano   | Henry Majka     | 803     | 0,35%     |
|         | Proibição   | Herbert B. Wood | 175     | 0,08%     |
| Totais  | Totais      | Totais          | 229 828 |           |

| Partido | Partido     | Candidato           | Votos   | Votos (%) |
| ------- | ----------- | ------------------- | ------- | --------- |
|         | Democrata   | Joe Biden           | 93 930  | 57,96%    |
|         | Republicano | James H. Baxter Jr. | 66 479  | 41,02%    |
|         | Americano   | Donald G. Gies      | 1 663   | 1,03%     |
| Totais  | Totais      | Totais              | 162 072 |           |

| Partido | Partido     | Candidato      | Votos   | Votos (%) |
| ------- | ----------- | -------------- | ------- | --------- |
|         | Democrata   | Joe Biden      | 147 831 | 60,11%    |
|         | Republicano | John M. Burris | 98 101  | 39,89%    |
| Totais  | Totais      | Totais         | 245 932 |           |

| Partido | Partido     | Candidato     | Votos   | Votos (%) |
| ------- | ----------- | ------------- | ------- | --------- |
|         | Democrata   | Joe Biden     | 112 918 | 62,68%    |
|         | Republicano | M. Jane Brady | 64 554  | 35,83%    |
|         | Libertário  | Lee Rosenbaum | 2 680   | 1,49%     |
|         | Write-in    | —             | 5       | 0%        |
| Totais  | Totais      | Totais        | 180 157 |           |

| Partido | Partido     | Candidato          | Votos   | Votos (%) |
| ------- | ----------- | ------------------ | ------- | --------- |
|         | Democrata   | Joe Biden          | 165 465 | 60,04%    |
|         | Republicano | Ray Clatworthy     | 105 088 | 38,13%    |
|         | Libertário  | Lee Rosenbaum      | 3 340   | 1,21%     |
|         | Lei Natural | Jacqueline Kossoff | 1 698   | 0,62%     |
| Totais  | Totais      | Totais             | 275 591 |           |

| Partido | Partido      | Candidato         | Votos   | Votos (%) |
| ------- | ------------ | ----------------- | ------- | --------- |
|         | Democrata    | Joe Biden         | 135 253 | 58,22%    |
|         | Republicano  | Ray Clatworthy    | 94 793  | 40,8%     |
|         | Independente | Bud Barros        | 996     | 0,43%     |
|         | Lei Natural  | Raymond Buranello | 922     | 0,4%      |
|         | Lei Natural  | Robert E. Mattson | 350     | 0,15%     |
| Totais  | Totais       | Totais            | 232 314 |           |

| Partido | Partido     | Candidato           | Votos   | Votos (%) |
| ------- | ----------- | ------------------- | ------- | --------- |
|         | Democrata   | Joe Biden           | 257 539 | 64,69%    |
|         | Republicano | Christine O'Donnell | 140 595 | 35,31%    |
| Totais  | Totais      | Totais              | 398 134 |           |

## Presidente dos Estados Unidos
| Partido | Partido     | Candidato     | Votos       | Votos (%) |
| ------- | ----------- | ------------- | ----------- | --------- |
|         | Democrata   | Joe Biden     | 81 268 924  | 51,31%    |
|         | Republicano | Donald Trump  | 74 216 154  | 46,86%    |
|         | Libertário  | Jo Jorgensen  | 1 865 724   | 1,18%     |
|         | Verde       | Howie Hawkins | 405 035     | 0,26%     |
|         | Outros      | —             | 628 584     | 0,4%      |
| Totais  | Totais      | Totais        | 158 384 421 |           |